# Ituri (Provinz)
Koordinaten: 1° 50′ N, 29° 30′ O

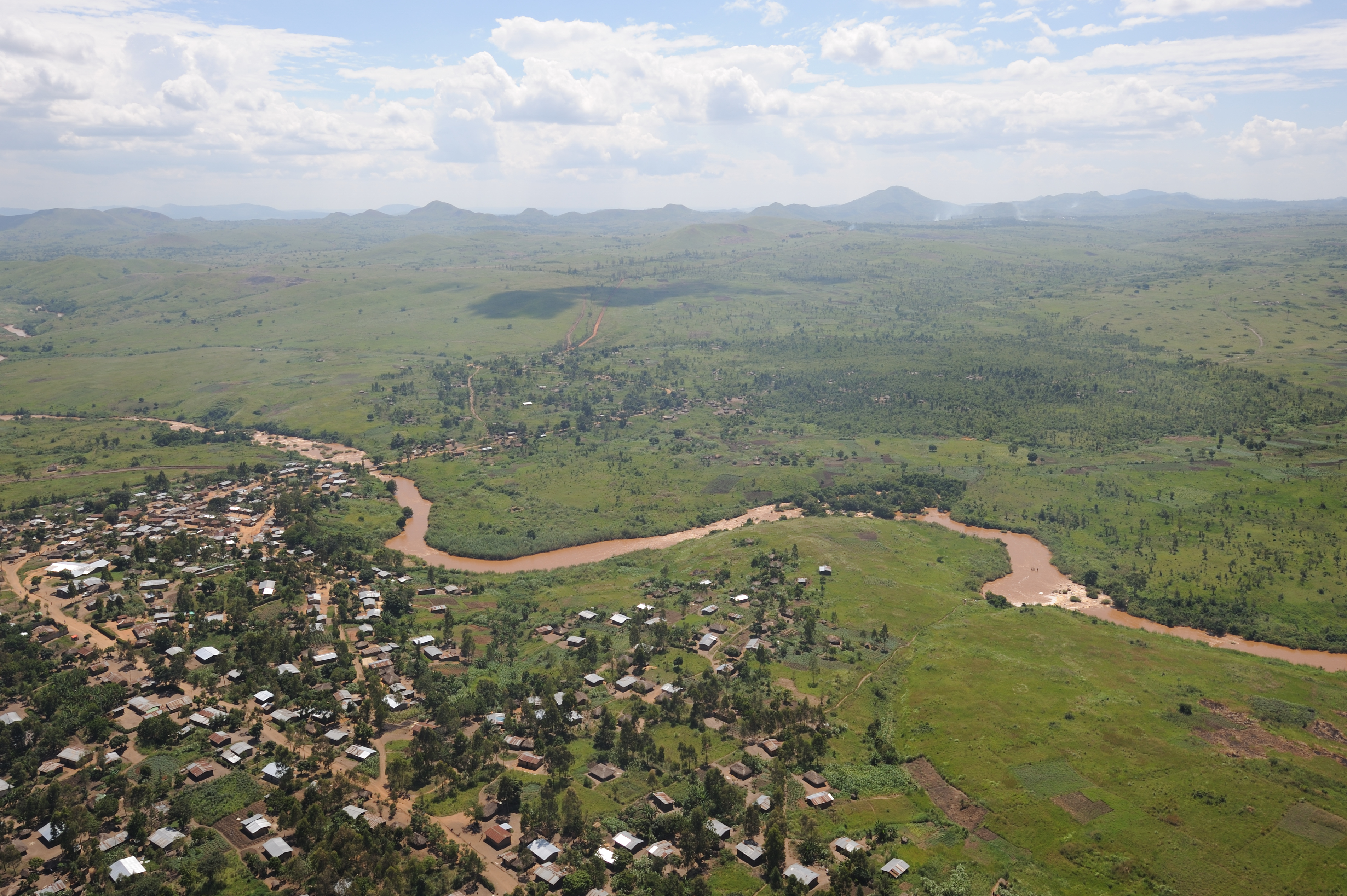
Luftansicht der Hauptstadt Bunia mit dem Fluss Shari

Ituri ist eine Provinz in der Demokratischen Republik Kongo. Die Hauptstadt ist Bunia. 

## Geographie
Ituri liegt im Nordosten des Landes und grenzt im Nordwesten an Haut-Uele, im Nordosten an den Südsudan, im Osten an Uganda, im Süden an Nord-Kivu und im Westen an Tshopo.
Im Westen der Provinz liegt der Ituri-Regenwald und darin das 1996 als UNESCO-Weltnaturerbe ausgewiesene Okapi-Wildtierreservat. In diesem leben primär Mbuti-Pygmäen und bantusprachige Bauern. Benannt ist es nach den etwa 5000 darin vorkommenden Okapis, die einen nicht geringen Teil der rund 30.000 frei lebenden Tiere ausmachen. Darüber hinaus sind hier gefährdete Primaten- und Vogelarten verbreitet. Zu den 101 vorkommenden Säugetierarten zählen die Wasserzivette, die Riesenginsterkatze und der Waldelefant.
Die Provinz Ituri liegt auf der Grenze der Einzugsgebiete des Nils und des Kongos.
Der Fluss Aruwimi, an seinem Oberlauf Ituri genannt, entspringt in der Provinz.

### Verwaltungsgliederung
Die Provinz unterteilt sich in die fünf Territorien Aru, Djugu, Irumu, Mahagi und Mambasa sowie die Stadt Bunia.

### Demographie
Die Einwohnerzahl von Ituri wurde für 2020 auf etwa 4,4 Millionen geschätzt. Aufgrund anhaltender gewaltsamer Konflikte wurden etwa 1,7 Millionen Menschen intern vertrieben.
| Zensus 1. Juli 1984 | Projektion 1. Juli 2010 | Projektion 1. Juli 2015 | Projektion 1. Juli 2020 |
| ------------------- | ----------------------- | ----------------------- | ----------------------- |
| 1.749.256           | 3.219.000               | 3.650.000               | 4.392.200               |

## Geschichte
Zwischen 1966 und 2015 war Ituri ein Distrikt der ehemaligen Provinz Orientale. Diese sollte gemäß der Verfassung von 2005 in vier neue Provinzen aufgeteilt werden. Die Verwaltungsreform wurde allerdings mehrmals verschoben und 2011 abgesagt, schließlich 2015 doch umgesetzt und Ituri damit zur Provinz erhoben. International wurde Ituri vor allem durch den 1999 ausgebrochenen Ituri-Konflikt zwischen den Ethnien der Hema und Lendu bekannt. Der Konflikt flammte im Dezember 2017 wieder auf und tötete bis Ende 2019 mindestens 700 Zivilisten. Im Mai 2021 verhängte die kongolesische Regierung unter Präsident Félix Tshisekedi aufgrund der anhaltenden Konflikte das Kriegsrecht in den Provinzen Ituri und Nord-Kivu.
Im selben Jahr startete Uganda die Operation Shujaa und entsandte mit Zustimmung der Demokratischen Republik Kongo Truppen in die Provinzen Ituri und Nord-Kivu. Erklärtes Ziel war es, die islamistische Terrororganisation Allied Democratic Forces (ADF) zu bekämpfen. Im Februar 2025 erklärte Uganda, es habe die Kontrolle über die Sicherheit in der Provinzhauptstadt Bunia übernommen. Im März 2025 kam es im Osten der Provinz zu Kämpfen zwischen der CODECO, die eine Allianz mit den Allied Democratic Forces geschlossen hat, und der ugandischen Armee.
Von Januar bis Mitte März 2025 flohen laut dem Amt der Vereinten Nationen für die Koordinierung humanitärer Angelegenheiten (OCHA) etwa 100.000 Menschen in den Territorien Djugu, Irumu und Mambasa vor bewaffneter Gewalt. 205 Zivilisten wurden demnach zudem in den ersten beiden Monaten getötet, darunter 45 im Februar durch Angriffe der Allied Democratic Forces auf Dörfer im Territorium Irumu. Zahlreiche Schulen wurden geschlossen.

## Gesundheitswesen
Das Gesundheitswesen in der Provinz ist durch jahrelange Konflikte geschwächt.
Nach Angaben der Weltgesundheitsorganisation von 2006 kam es jährlich zu rund 1000 Toten durch Pesterkrankungen. Einen größeren Ausbruch gab es zwischen Mitte Mai und dem 13. Juni 2006 in der Region von Santé Linga mit über 100 gemeldeten (und einer unbekannten Zahl nicht gemeldeten) Toten. 2018 bis 2020 grassierte in Ituri von der Nachbarprovinz Nord-Kivu ausgehend eine Ebolafieber-Epidemie. Mit Stand 12. Juni 2019 gab es im Zuge dieser Epidemie in Ituri 198 dokumentierte Krankheits- und 118 Todesfälle.

## Wirtschaft

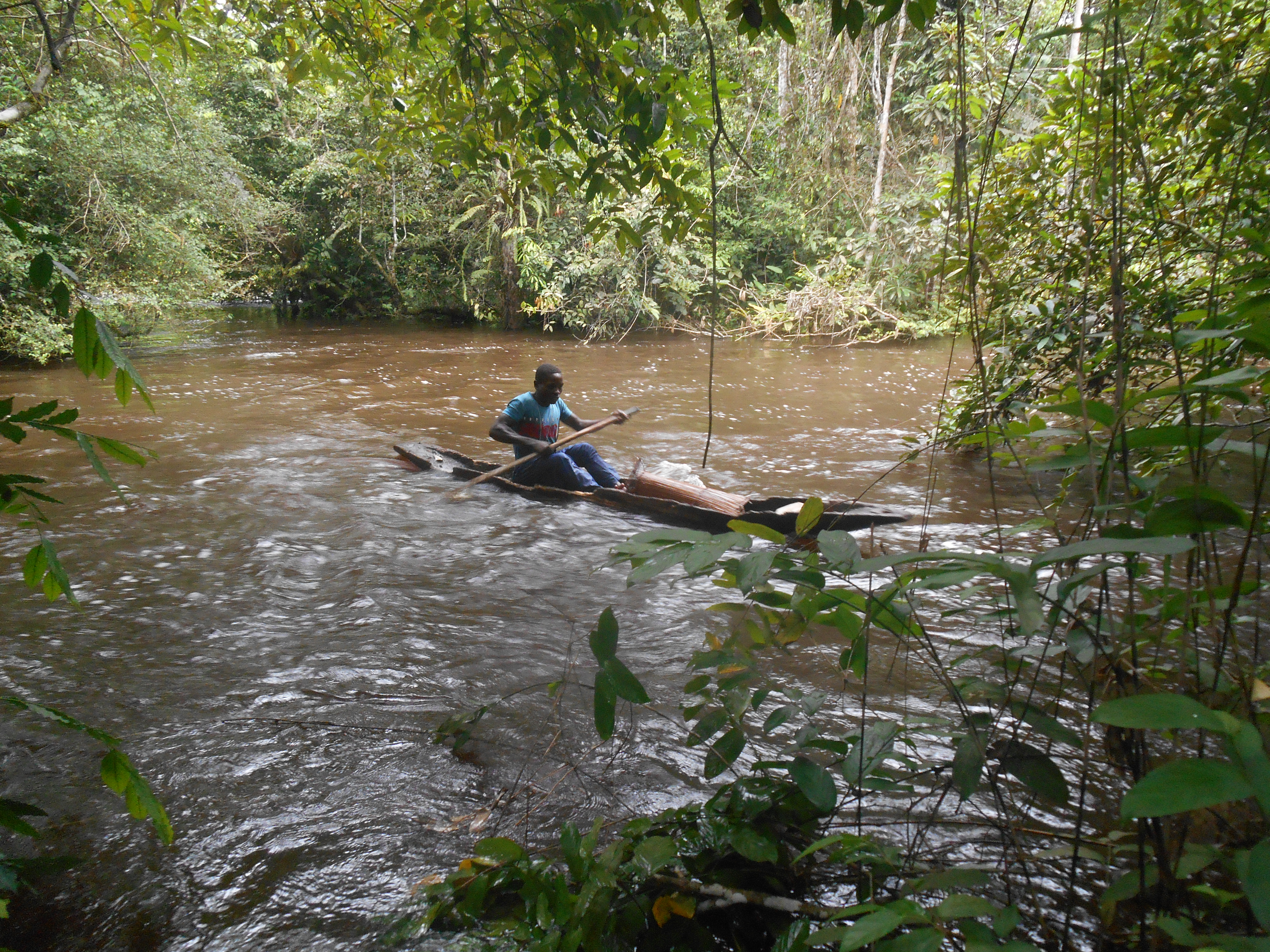
Fischer mit Reuse auf einem Fluss in der Provinz Ituri

Innerhalb der Provinz werden Landwirtschaft, Fischerei und Bergbau betrieben. Es wird insbesondere Gold abgebaut. Früher eine Kornkammer des Kongos ist die Provinz Ituri durch jahrelange Konflikte zunehmend auf Nahrungsmittelimporte angewiesen. Auch Grundnahrungsmittel wie Zwiebeln, Tomaten und Bohnen werden aus Uganda und dem Südsudan importiert. Die Landwirtschaft teilt sich in drei Agrarlandschaften:
- Waldgebiete der Tiefebene: Anbau von insbesondere Getreide, Robusta-Kaffee und Kakao
- Höhenlagen: Anbau von insbesondere Tomaten, Karotten, Kohl, Gemüse, Robusta-Kaffee und Bohnen
- Savanne: Anbau u. a. von Baumwollpflanzen

## Verkehr

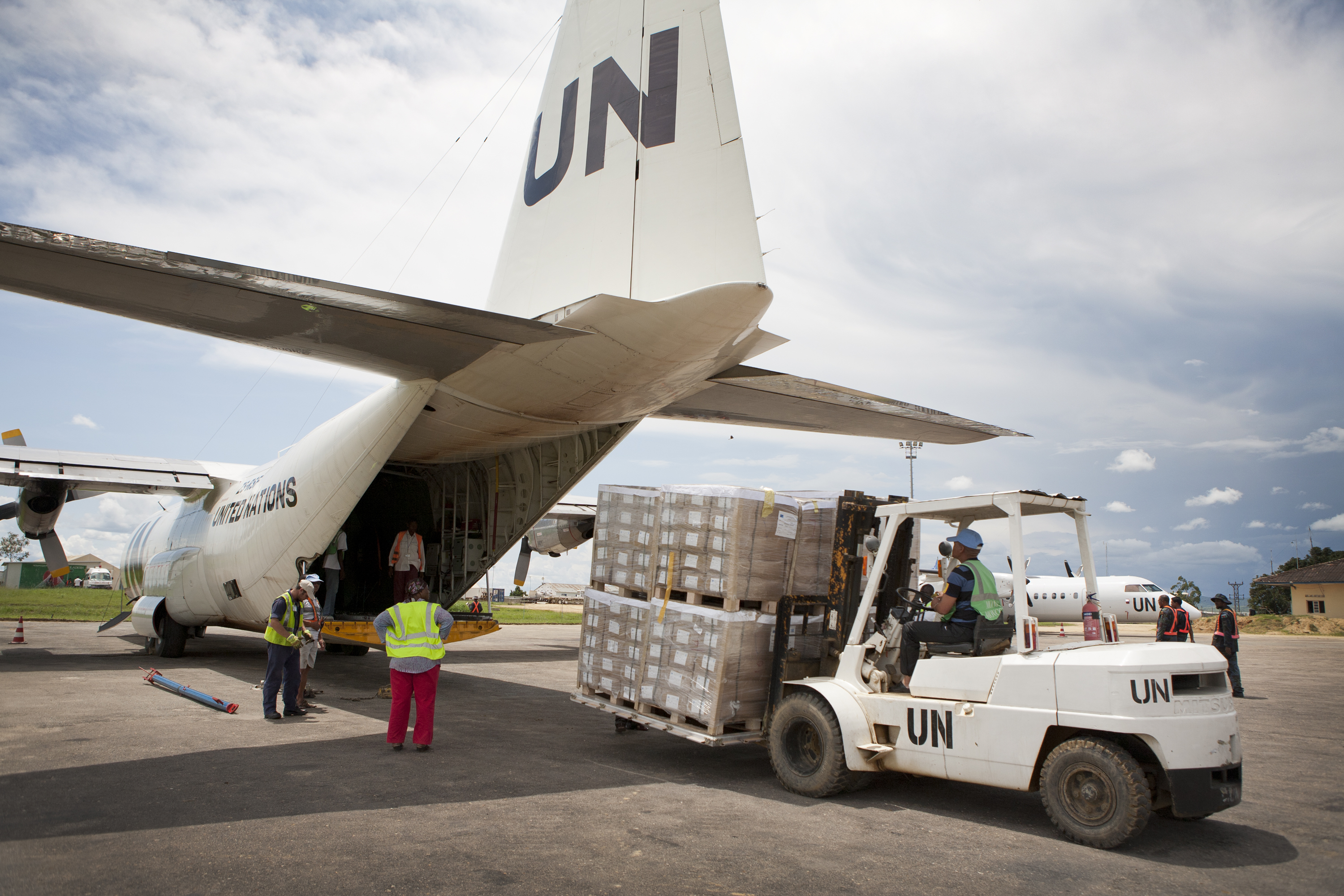
Ausladen von Wahlmaterialien aus einem Flugzeug der MONUSCO auf der Landebahn von Bunia (September 2011)

In der Provinzhauptstadt befindet sich der Flughafen Bunia. Durch die Stadt und weiter Richtung Nordosten bis zur ugandischen Grenze verläuft die Nationalstraße 27. Richtung Südwesten trifft sie auf die Nationalstraße 4.

## Städte und Dörfer
- Bukiringi